# Cultura Gwisho
La cultura Gwisho  es uno de los epígonos de la Edad de Piedra Tardía de la cultura Wiltoniense; se dio en Zambia entre los años 2800 a. C. y 1700 a. C., en una zona cercana al río Kafue asociada a una serie de balnearios naturales y a una exuberante vegetación entre la que destacan las palmeras del tipo corozo. De los manantiales termales brota el agua a unos 60°-90° con una gran riqueza mineral (sodio, calcio, cloro y diversos sulfatos) que ha generado materiales detríticos muy beneficiosos para la conservación de los restos arqueológicos. El área era una gran llanura que se inundaba frecuentemente y que atraía una gran riqueza faunística y poseía una gran variedad de productos vegetales.

La zona es un destino turístico habitual en los alrededores del Parque nacional de Lonchibar que, junto al balneario y a la atracción del entorno natural incluía un yacimiento de la Edad de hierro. Por ello fue declarado monumento nacional de Zambia. Algunos visitantes repararon en los pequeños túmulos que rodeaban los manantiales hasta que los arqueólogos determinaron que se trataba de antiguas tumbas.

## Historia del descubrimiento
Las excavaciones comenzaron en 1964 dirigidas por Creighton Gabel. Apareció una treintena de inhumaciones con esqueletos en posición contraída muy bien conservados y otros restos. Gabel fue sucedido por Brian Fagan y Francis van Noton. Los artefactos hallados por los arqueólogos son propios de pueblos cazadores recolectores que vivían en pequeños grupos, construían campamentos estacionales cuyas viviendas se reducían a una especie de cortavientos con unos lechos confeccionados en ramas y hierbas.

## Características de los Gwisho
Los muertos eran enterrados en el mismo campamento, en tumbas poco profundas bajo pequeños túmulos en los que han aparecido la mayor parte de los hallazgos, en un excepcional estado de conservación atribuido a las condiciones del sedimento y la temperatura y humedad fomentada por las cercanas fuentes termales. Los restos incluyen tanto huesos de los animales cazados, como restos de alimentos vegetales, frutos, arcos, flechas, herramientas de madera como palos de cavar que utilizaban para desenterrar tubérculos, bandejas de corteza de árbol e, incluso bolsas y vestidos de cuero.
Estos investigadores pudieron efectuar dataciones por medio de las técnicas del carbono-14, con unos resultados entre 2800 y 1700 años a. C., es decir, que las gentes de la cultura Gwisho fueron coetáneas del Imperio antiguo egipcio. Sin embargo, su desarrollo cultural es muy inferior, ya que se trata de los últimos cazadores-recolectores que aprovechaban la inmensa riqueza ecológica de la zona y que ha sido asignados al gran complejo cultural Wiltoniense: vivían en grupos de 20 a 50 personas, conocían el arco que usaban con largas flechas a menundo envenenadas, habían domesticado al perro, confeccionaban cestos, vaciaban calabazas para hacer recipientes, tenían molinos de piedra característicos del forrajeo intensivo y fabricaban canoas vaciando troncos de árbol con las que posiblemente navegaban por el río…; en fin, su panoplia cultural era propia de la Edad de Piedra tardía (Late Stone Age).